# Stefan Lienenkämper
Stefan Lienenkämper (* 1963 in Meinerzhagen) ist ein deutscher Komponist.

## Leben
Lienenkämper studierte Komposition an der Hogeschool voor de Kunsten Utrecht (Kunsthochschule Utrecht) bei Henk Alkema.
Zudem besuchte er Meisterkurse für Komposition u. a. bei: G. Stäbler, M. Spahlinger, P.-H. Dittrich, H. J. Hespos. Er lebt in Berlin.

## Auszeichnungen
- 1995 1. Preisträger beim Kompositionswettbewerb des Brandenburgischen Colloquiums für Neue Musik unter dem Vorsitz von Paul Heinz Dittrich.
- 1999 Künstlerstipendium der Käthe-Dorsch-Stiftung.
- 2002 Preisträger beim Kompositionswettbewerb des Flammabis-Zeitgenössische Musik e.V.
- 2003 1. Preisträger beim Gustav-Mahler-Kompositionswettbewerb der Stadt Klagenfurt unter dem Vorsitz von Siegfried Palm.
- 2008 1. Preisträger bei dem anlässlich der Wiedereröffnung des Konzerthauses der Hochschule für Musik Detmold ausgeschriebenen internationalen Kompositionswettbewerb The New Architecture of Sound.
- 2008 1. Preisträger beim internationalen Kompositionswettbewerb Continuum Musicum Association Reggio Calabria unter dem Vorsitz von Tonino Battista.
- 2009 1. Preisträger beim Gustav Mahler Kompositionswettbewerb der Stadt Klagenfurt unter dem Vorsitz von Rainer Bischof.
- 2010 1. Preisträger beim Kompositionswettbewerb Auditorio Nacional de Música Spanien 2009

## Werke (Auswahl)

### Orchesterwerke
- Of thee I sing Viola d’amore, Orchester und Live-Elektronik (2009)
- Concertino Bassflöte und Orchester (2012)
- F.B.´s Shades of Red Orchester (2013)
- Viola d´amore Concerto Viola d’amore, Orchester und Live-Elektronik (2015)

### Vokalkompositionen
- Fundsachen Mezzosopran und Viola d’amore nach Texten von Günter Grass (2007)
- 4 Lieder nach Sonetten von W. Shakespeare Mezzosopran und Klavier (2004)

### Ensemblewerke
- FRAME / 24 Holophonie für Alt-Stimme und 12 Instrumente nach einem Text von W. Shakespeare (2008)

### Kammermusik
- Mind the Gap 2 Gitarristen und Ghettoblaster (2004)
- ... wie die knisternde Nacht Klavier (2007)
- Intensitäten Violine und Akkordeon (2008)
- Coup d´oeil Kontrabass (2011)
- Streichquartett Nr.3 (2012)
- eine Tanne fällen Großbassblockflöte, Violine, Violoncello

## Diskographie
Intensitäten kreuzberg records (2015)